# Agustín Arrieta
José Agustín Arrieta (Santa Ana Chiautempan, Tlaxcala, 29 d'agost de 1803 — Puebla, 22 de desembre de 1874) va ser un pintor costumista mexicà que es va destacar per retratar escenes de la Puebla vuitcentista, ciutat en la qual va viure tota la seva vida. No obstant això, la seva obra més abundant van ser les natures mortes, amb les quals va representar els menjars típics de la gastronomia mexicana. Un museu a la ciutat de Puebla duu el seu nom.

## Formació

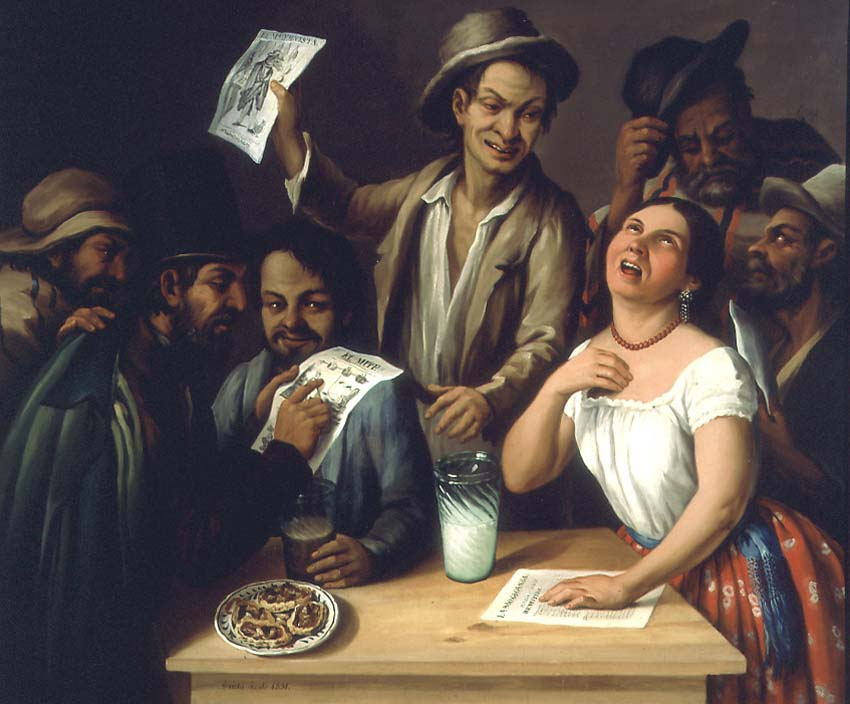
Tertúlia de pulquería, 1851

Fill de Tomás Arrieta, d'origen basc, i de Rita María Fernández, es van establir des de primerenca edat a la ciutat de Puebla, on va romandre tota la seva vida. Existeixen poques evidències documentals d'aquesta afirmació, excepte la seva acta matrimonial amb María Nicolasa Lorenzana Varela, amb data de 29 d'agost de 1826. El seu pas per l'Acadèmia de Belles Arts de Puebla coincideix amb la dels professors Lorenzo Zendejas, Salvador del Huerto, López Guerrero, Ordóñez, els germans Caro i José Manzo. Malgrat pertànyer a l'Acadèmia, va decidir establir el seu propi taller, on va començar a pintar temes i gèneres incomprensibles per al gust de la clientela elitista de Puebla, de qui solament rebia modestes quantitats per les seves obres. Tampoc li va valer el reconeixement en la Guia de Forasters de 1852 per part dels pintors locals, per millorar la seva condició humil; més encara, per sostenir-se va haver d'acceptar una ocupació de conserge al Congrés de l'Estat.
Arrieta va anar perfeccionant les tècniques del dibuix, la composició, l'ús dels colors, l'anatomia i l'equilibri, apresos en l'Acadèmia, la qual cosa, conjuminat al seu natural talent, el portaria a una etapa de maduresa, i els seus quadres aconseguirien un caràcter propi. No obstant això, segons els seus crítics, es troben errors en les seves composicions de natures mortes i escenes, repetició d'elements i de personatges. Pel que sembla, segons aquests mateixos, va tenir influència de Bartolomé Esteban Murillo i de Diego Rodríguez de Silva y Velázquez. La seva obra menys destacada és la religiosa, amb poques intervencions en els temples de Puebla, com els llenços del Temple de San Juan de Dios, encarregats en 1852: la Muerte de San José, una Magdalena i un calvari.
El que fa singular a l'obra d'Arrieta és el reflex dels costums de la vida quotidiana en la Puebla del segle XIX: vestimenta, gastronomia, oficis, així com virtuts i defectes, són els elements que destaquen i es repeteixen. A través de la seva obra pot conèixer-se amb precisió al chinaco, a la china poblana, al soldat, al aguador, al clergue, al cavaller i al captaire, entre molts altres. Arrieta trobava una particular fascinació per les escenes mundanes com a Tertúlia de pulquería, llocs dels quals Pobla tenia a l'excés, i unes altres com una renyina de carrer i el mercat, als quals els va imprimir un aire anecdòtic i festiu. Altres quadres costumistes d'igual fama són La sorpresa, La cuina poblana, Venedors d'orxata i Agualojera.

## Arrieta i el naturalisme

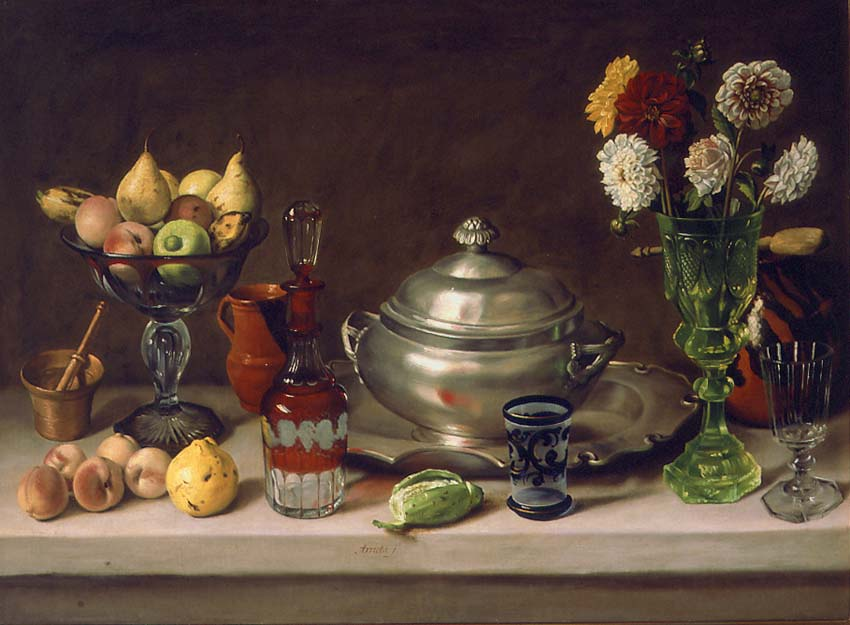
Agustín Arrieta, Quadre de menjador, pintat entre 1857 i 1859, oli sobre tela.

Arrieta va tractar de rescatar el gènere pictòric de la natura morta plena de simbolismes i molt comú al segle xvii, i que després va passar al segle xviii com a simples representacions naturals. L'Acadèmia de Sant Carles ni tan sols es va preocupar d'incloure com a assignatura, però Arrieta assumeix la tasca de rescatar el gènere emprant els exòtics aliments mexicans i els estris que s'empren en particular en la cuina poblana. Destaquen en les obres el realisme de les textures, els colors brillants de les fruites, l'efecte realista dels vidres i cristalls que són el major atractiu de les seves pintures, encara que segons els seus crítics no hi ha una relació lògica entre algunes representacions antagòniques com la d'un gat erràtic al costat d'un pollastre.
Per les seves idees contràries a les quals privaven en el seu àmbit, no solament va viure en la misèria tota la seva vida sinó també exempt de popularitat. A aquest gran valor de la pintura mexicana, pioner de l'escola nacionalista, els va rescatar José Luis Bello y Zetina amb el seu llibre Pinturas Poblanas que va escriure l'any de 1943.
El crític i historiador de l'art de Puebla, Bernardo Olivares Iriarte, es referia a les obres d'Arrieta en 1874 com ...composicions de bastant mèrit per la veritat i completa il·lusió que els ha donat. Aquest gènere d'obres tots han convingut que fins a la present no ha tingut rival a la ciutat.